# لويس شيلتون
لويس شيلتون (بالإنجليزية: Louis Shelton)‏ هو منتج أسطوانات وملحن أمريكي، ولد في 6 أبريل 1941 في ليتل روك في الولايات المتحدة.

## وصلات خارجية
- لويس شيلتون على موقع IMDb (الإنجليزية)
- لويس شيلتون على موقع ميوزك برينز (الإنجليزية)
- لويس شيلتون على موقع أول ميوزيك (الإنجليزية)
- لويس شيلتون على موقع ديسكوغز (الإنجليزية)